# Réserve écologique William-Baldwin
Pour les articles homonymes, voir William Baldwin et Baldwin.
La réserve écologique William-Baldwin est située à 30 km au nord-ouest d'Amos.  Ce site a pour but de protéger des tourbières minérotrophes réticulées calcaires, représentatives des Basses-terre de l'Abitibi. Le nom de la réserve rend hommage à William Kirwan Willcoks Baldwin  (1910-1979), qui fut le premier biologiste à étudier la flore abitibienne.

## Toponymie
Le nom de la réserve commémore William Kirwan Willcoks Baldwin (1910-1979), biologiste ayant principalement travaillé en Ontario. Il est aussi considéré comme étant le premier biologiste ayant étudié la flore abitibienne. Lors du IXe Congrès international de botanique, qui se tien à Montréal en 1959, il dirige une excursion à l'endroit de la réserve.